# Петріоло
Петріоло (італ. Petriolo) — муніципалітет в Італії, у регіоні Марке, провінція Мачерата.
Петріоло розташоване на відстані близько 170 км на північний схід від Рима, 45 км на південь від Анкони, 10 км на південь від Мачерати.
Населення — 1992 особи (2014).
Щорічний фестиваль відбувається 25 квітня. Покровитель — Святий Марко.

## Демографія
Населення за роками:

Станом на 1 січня 2023 року в муніципалітеті офіційно проживало 120 іноземців з 21 країни, серед них 20 громадян країн Євросоюзу та 10 громадян України.

## Сусідні муніципалітети
- Корридонія
- Лоро-Пічено
- Мольяно
- Толентіно
- Урбізалья